# ユリア・カルボフスカヤ
ユリア・カルボフスカヤ（ロシア語: Юлия Карбовская, ラテン文字転写: Julia Karbovskaya, 1986年1月15日 - ）は、ロシア出身の女性フィギュアスケート選手。2002年世界ジュニア選手権2位。パートナーはセルゲイ・スラフノフ。

## 経歴
サンクトペテルブルクに生まれ、5歳のころにスケートを始めた。セルゲイ・スラフノフとペアを結成し、2000-2001年シーズンよりISUジュニアグランプリに参戦。同シーズンのロシア選手権ジュニアクラスで優勝を果たす。翌2001-2002年シーズン、ISUジュニアグランプリのJGPバルト杯で優勝、JGPトラパネーゼ杯で2位となりJGPファイナルでは初出場ながら2位となった。2度目の出場となった2002年世界ジュニア選手権では、初表彰台の2位となる。
2002-2003年シーズン、JGPスケートスロバキアとJGPトラパネーゼ杯で優勝したものの、JGPファイナルでは7位。シニアクラスのISUグランプリシリーズのロシア杯にも出場したが8位。3度目の出場となった2003年世界ジュニア選手権では、ショートプログラムを終え2位に付けていたものの、フリースケーティングで大きく崩れ、総合5位に終わった。同シーズン終了後にスラフノフとのペアを解散。

## 主な戦績
| 大会/年               | 2000-01 | 2001-02 | 2002-03 |
| --------------------- | ------- | ------- | ------- |
| ロシア選手権          | 1 J     | 2 J     |         |
| GPロシア杯            |         |         | 8       |
| ニース杯              |         |         | 1       |
| 世界Jr.選手権         | 4       | 2       | 5       |
| JGPファイナル         |         | 2       | 7       |
| JGPトラパネーゼ杯     |         |         | 1       |
| JGPスケートスロバキア |         |         | 1       |
| JGPトラパネーゼ杯     |         | 2       |         |
| JGPバルト杯           | 1       | 1       |         |
| JGPサンジェルヴェ     | 4       |         |         |

- J = ジュニアクラス

### 詳細
| 2002-2003 シーズン     |                                                            |    |    |      |
| 開催日                 | 大会名                                                     | SP | FP | 結果 |
| 2003年2月24日-3月2日   | 2003年世界ジュニアフィギュアスケート選手権（オストラヴァ） | 2  | 5  | 5    |
| 2002年12月12日-15日    | 2002ジュニアグランプリファイナル（ハーグ）                 | 2  | 8  | 7    |
| 2002年11月22日-24日    | ISUグランプリシリーズ ロシア杯（モスクワ）                 | 8  | 8  | 8    |
| 2002年11月             | ニース杯（ニース）シニアクラス                             | 1  | 1  | 1    |
| 2002年10月30日-11月3日 | ISUジュニアグランプリ トラパネーゼ杯（ミラノ）             | 1  | 1  | 1    |
| 2002年10月3日-6日      | ISUジュニアグランプリ スケートスロバキア（ブラチスラヴァ） | 1  | 1  | 1    |